# Mac Millionär – Zu clever für ’nen Blanko-Scheck
Mac Millionär – Zu clever für ’nen Blanko-Scheck ist eine US-amerikanische Filmkomödie aus dem Jahr 1994.

## Handlung
Der zehnjährige Junge Preston Waters hat das Pech, einen Vater zu haben, der sich mehr für das Geld und das Geldverdienen interessiert als für seinen Sohn. Da seine beiden älteren Brüder Ralph und Damien auch noch selbst ein kleines Geschäft aufmachen, muss er sein eigenes Zimmer für deren Unternehmungen hergeben. Sein Vater meint dazu nur, dass es sein Haus sei und er die Regeln mache. Und solange Preston bei ihm wohne, habe er diese Regeln zu akzeptieren. Unglücklicherweise ist Preston bettelarm und spürt dies auch noch bei jeder sich bietenden Gelegenheit. Er bekommt zum Geburtstag nicht einmal genügend Geld, um für sich ein Girokonto zu eröffnen. Dafür müsste er mindestens 200 US-Dollar haben, und keine 11. Es kommt sogar noch schlimmer, denn er wird von Carl Quigley angefahren. Um sich zu entschuldigen, unterschreibt er einfach einen Blanko-Scheck. Diesen nutzt Preston, um darauf den Betrag von einer Million US-Dollar zu schreiben. Mit diesem geht er am nächsten Tag zu Edward Biderman, dem Geschäftsführer der Bank, um ihn einzulösen.
Biderman hält Preston für einen Boten Quigleys, der zuvor nicht nur aus dem Gefängnis ausbrach, sondern auch noch eine Million bei Biderman zwischenlagerte, um sie einer Geldwäsche zu unterziehen. Da Preston auf dem Scheck die Unterschrift Quigleys nachweisen kann, gibt Biderman ihm seelenruhig das Geld und glaubt, dass der Fall damit aus der Welt sei. Doch der echte Bote Quigleys, Juice, erscheint und fordert aggressiv sein Geld ein. Selbstverständlich kann er das Geld nicht übergeben und steht somit fortan in der Bringschuld Quigleys, das Geld wieder aufzutreiben. Dieses wird allerdings bereits in einem Kaufrausch Prestons mit vollen Händen ausgegeben. Als Erstes besorgt er sich sein eigenes Haus, welches er unter dem Namen Macintosh, gegen das letzte Kaufgebot Quigleys, ersteigert. Anschließend besorgt er sich mit Henry seinen eigenen Chauffeur und kauft all die Spielsachen ein, die er sich zuvor niemals hätte leisten können.
Für Biderman arbeitet die schöne Bankangestellte Shay Stanley. Sie ist eine verdeckte Ermittlerin des FBI und observiert Biderman bereits seit Monaten. Da die Million aus markierten Scheinen besteht, kann sie nachvollziehen, dass Macintosh mit dem geklauten Geld Quigleys bezahlt. Und da Preston sich als persönlicher Assistent ausgibt, lässt sie sich von ihm auf ein Date ein, um an Macintosh heranzukommen. Dabei verbringen sie nicht nur einen Abend in einem edlen Restaurant, sondern haben auch noch Spaß bei einem Wasserspiel im Park, welches jäh von Quigley, Juice und Biderman unterbrochen wird, da sie Preston davonjagen.
Kurz darauf steht seine und somit auch Macintoshs Geburtstagsfeier an. Er engagiert Yvonne, die ein regelrechtes Event mit prominenten Gästen plant. Preston muss allerdings feststellen, dass alle sich vielmehr für Macintosh und sein Geld als für ihn interessieren. Er stellt auch fest, dass er so gut wie keine Freunde mehr hat, und glaubt, dass sein Vater ihn nicht mehr liebe. Aber er bekommt auch mit, dass er falschlag, denn sein Vater liebt ihn immer noch und befürchtet, dass er ein schlechtes Vorbild für seinen Sohn abgab, da er sich immer mehr für Geld als für ihn interessierte, weswegen er nun fürchte, dass auch Preston nur noch auf Geld aus sei.
Nachdem die Party ein absolutes Highlight war, bei dem Preston überhaupt keinen Spaß hatte und Yvonne ihre 100.000 US-Dollar haben will, muss er feststellen, dass er lediglich 332,17 US-Dollar übrig hat. Er muss daher öffentlich bekannt geben, dass Macintosh verschwunden sei und nie wieder kommen wird. Die Gäste verlassen daraufhin wütend die Party, da sie ihn für einen Schwindler halten und übrig bleiben Quigley, Juice und Biderman, die überhaupt nicht glücklich darüber sind, dass das Geld komplett ausgegeben wurde. Preston kann vorerst fliehen und sowohl Juice als auch Biderman außer Gefecht setzen. Doch Quigley überwältigt ihn und Preston scheint hilflos ausgeliefert zu sein. Bis Shay mit der Polizei erscheint und Preston befreit und die drei festnehmen lässt. Zum Schluss verspricht sie Preston, dass er nur sechs Jahre warten müsse, bevor er sie erneut treffen darf.

## Kritik
„Das kuriose an dieser gierigen Fantasy ist, dass sie wie ein Tagtraum eines Erwachsenen, und nicht wie eines Kindes, gespielt wird.“

„Buch und Regie verfallen unreflektiert dem gleichen Konsumrausch wie ihr kleiner Protagonist, so daß sie sich letztlich weniger für die Nöte und Sorgen der Hauptfigur als für eine oberflächliche Spannungsgeschichte mit humorigen Einlagen interessieren. Ein handwerklich routinierter, aber gedanklich unausgereifter Film.“

## Hintergrund
Die Berechnung der Zinseszinsen durch den Computer zeigt 342,506 Jahre (in amerikanischer Notation 342.506), um bei 3,5 % Zinsen aus 11 Dollar eine Million Dollar zu machen. Daraus resultiert auch der vermeintliche Fehler bei der Zusammenzählung auf 504.071,08 US-Dollar und nicht 999.667,85.

## Veröffentlichung
Der Film startete am 11. Februar 1994 in den US-Kinos und konnte dort 30,5 Mio. US-Dollar an den Kinokassen einspielen. In Deutschland startete er am 23. Juni 1994 und konnte 375.559 Kinobesucher verzeichnen. Seit dem 13. April 1995 ist der Film auf VHS und seit dem 31. August 1999 auf DVD erhältlich.